# Наркокорридо
Наркокорри́до (ісп. Narcocorrido, наркотична балада) — жанр нортеньо-корридо (північної балади), популярної фолк-музики мексиканської півночі. Її можна почути по всій Латинській Америці, а також по обидва боки кордону Мексики і США. Наркокорридо порівнюють з гангста-репом та мафіозо-репом. Тематика перших корридо в 1910-х роках оберталась навколо героїв Мексиканської революції. Натомість особливістю жанру наркокорридо є тематика наркоторгівлі і пов'язаного з цим способу життя, поданого в героїзованому вигляді. Частими темами є бідність і те, як торгівля наркотиками допомагає зажити багатим життям, розбірки банд, тортури, ненависть до поліції.
В піснях наркокорридо бувають включені згадки про реальні події. Це інколи робить самих виконавців жертвами дійових осіб, що їх вони оспівують. Наприклад, відомих співак Серхіо Вега був убитий 26 червня 2010 після численних погроз. Це пов'язується з конкуренцією між бандами, за якою оспівування одної сприймається іншою як образа і провокує відплату.